# Indigofera polygaloides
Indigofera polygaloides är en ärtväxtart som beskrevs av Munro Briggs Scott. Indigofera polygaloides ingår i släktet indigosläktet, och familjen ärtväxter. Inga underarter finns listade i Catalogue of Life.